# Jonathan Summerton
Jonathan Summerton (ur. 21 kwietnia 1988 w Kissimmee w stanie Floryda) – amerykański kierowca wyścigowy.

## Życiorys

### Początki kariery
Karierę rozpoczął w wieku 14 lat w wyścigach gokartów. Później przeszedł do amerykańskiej wersji Formuły BMW, gdzie wywalczył stypendium umożliwiające mu podróż do Europy i start w międzynarodowej wersji tego cyklu.

### Formuła 3 Euro Series i A1 Grand Prix
W 2006 roku startował w Formule 3 Euro Series (zespół Mücke Motorsports), gdzie zajął dziewiąte miejsce w klasyfikacji generalnej. W kolejnym sezonie wziął udział w czterech ostatnich rundach w barwach ekipy RC Motorsport, która nie była uprawniona do zdobywania punktów, wobec niezaliczenia pełnego sezonu startów.
Równocześnie występował w serii A1 Grand Prix. W swoim pierwszym sezonie 2006/2007 jego najlepszym wynikiem było drugie miejsce na meksykańskim torze Autódromo Hermanos Rodríguez. W 2008 roku odniósł pierwsze zwycięstwo w historii USA w A1 Grand Prix; na torze Shanghai International Circuit.

### Wyścigi w Stanach Zjednoczonych
W 2008 roku wrócił do rodzinnego kraju i ścigał się w serii Toyota Atlantic w barwach Newman/Wachs Racing. Odniósł dwa zwycięstwa i zajął trzecie miejsce w klasyfikacji generalnej.
W 2009 roku przeniósł się do Firestone Indy Lights, gdzie reprezentuje Rahal Letterman Racing. Ponadto startuje w wybranych rundach Toyota Atlantic w barwach Genoa Racing.
Nazwisko Summertona pojawiało się na liście kandydatów do zespołu Formuły 1, Team US F1 w sezonie 2010.